# Fosfol
El fosfol o 1H-fosfol, es un compuesto orgánico de fórmula química C4H5P; es un análogo del fósforo de pirrol. El término fosfol también hace referencia a los derivados sustituidos de heterocíclicos. Estos compuestos son de interés teórico, pero también sirven como ligando para metales de transición y como precursores de compuestos organofosforados más complejos.

## Estructura y vinculación
A diferencia de los compuestos heterocíclicos de 5 carbonos como el pirrol, tiofeno y furano, la aromaticidad de los fosfoles se ve disminuida, lo que refleja la renuencia del fósforo a deslocalizar su par de electrones solitarios. La principal indicación de esta diferencia es la piramidalización del fósforo. La ausencia de aromaticidad también se indica por la reactividad de los fosfoles.

## Síntesis
El fosfol fue sintetizado por primera vez en el año 1959. Se preparó por protonación a baja temperatura de fosfolida de litio. Los fosfoles se sintetizan normalmente a través de la reacción de McCormack, que implica la adición de un 1,3-dieno a un cloruro fosfórico, seguido de deshidrohalogenación. Los fenilfosfolanos pueden sintetizarse por reacción entre zirconaciclopentadienos con diclorofenilfosfina.

## Reactividad
El comportamiento de los fosfoles secundarios, aquellos con enlace P-H,está dominado por la reactividad de este grupo. El fósforo principal se reordena fácilmente mediante la migración de H de P a carbono-2, seguido de dimerización.
La mayoría de los fosfoles son terciarios, típicamente P-metilo o P-fenilo. La no aromaticidad de estos fosfoles se manifiesta en su reactividad, pero los enlaces P-C permanecen intactos. Por ejemplo, sufren reacciones de Diels-Alder con alquinos electrofílicos. Son básicos en fósforo, sirviendo como ligandos.
Los fosfoles de 2,5-difenilo se pueden funcionalizar mediante desprotonación seguida de acilacion en P, y luego un equilibrio de fosfolida de 1H, 2H, 3H dando como resultado un desplazamiento de 1 : 3 del grupo acilo. Los fosfoles también se pueden convertir en fosfabencenos β-funcionales (fosfininas o fosforina) a través de la funcionalización por cloruro de imidoilo y de inserción.